# ايه اي دبليو دارك
 ايه اي دبليو دارك بالإنجليزية AEW Dark و الذي يعني بالعربية ايه اي دبليو الظلام هو برنامج مصارعة محترفين تلفزيوني يتم إنتاجه والترويج له بواسطة الاتحاد الأمريكي اول اليت ريسلينج (AEW) ويتم بثه على قناة اليوتيوب الخاصة بالاتحاد. يستضيف العرض في المركز الرئيسي لادارة الشركة من قبل معلق الاتحاد توني شيافوني .
في يوم الأربعاء الموافق الـ2 من أكتوبر لعام 2019 تم عرض أول برنامج اسبوعي لاتحاد أول اليت ريسلينج المعروف بأسم ايه اي دبليو دايناميت لأول مرة على شبكة تي ان تي ، وخلال الحدث تم تصوير أربع مباريات مظلمة لم يتم بثها خلال العرض التلفزيوني . و من ثم صرح مؤسس اتحاد AEW توني خان أن المباريات المظلمة المسجلة ستصبح متاحة للجميع بطريقة أو بأخرى. في يوم السبت الـ 5 من أكتوبر لعام 2019 أعلن نائب الرئيس التنفيذي كودي أعلن البرنامج الثانوي الخاص بالاتحاد وهو برنامج ايه اي دبليو دارك وتم الإعلان انه سيتم بث العرض كل يوم الثلاثاء على قناة اتحاد AEW علي موقع يوتيوب بداية من يوم الثلاثاء الموافق الـ8 من أكتوبر لعام 2019 و تم عرض في هذا البرنامج المباريات المظلمة التي تم تسجيلها اثناء عرض ايه اي دبليو دايناميت والتي لم تعرض أثناء البث التلفزيوني علي شبكة TNT .

## روابط خارجية
- ايه اي دبليو دارك على موقع IMDb (الإنجليزية)
- ايه اي دبليو دارك على موقع كينوبويسك (الروسية)
- ايه اي دبليو دارك على موقع قاعدة بيانات الفيلم (الإنجليزية)